# Dyserth
Dyserth är en ort och community i Storbritannien.   Den ligger i kommunen Denbighshire och riksdelen Wales, i den södra delen av landet, 300 km nordväst om huvudstaden London. 